# Mühlenbach (Jamunder See)
Der Mühlenbach, der durch die hinterpommersche Stadt Köslin (Koszalin)  fließt,  auch Kösliner Mühlenbach oder Köslinscher Mühlenbach genannt,  polnisch Dzierżęcinka, ist ein etwa 29  Kilometer langer Küstenfluss in der polnischen Woiwodschaft Westpommern, der in den  mit der Ostsee verbundenen Jamunder See mündet.

## Verlauf
Das gesamte Flussbett des Kösliner Mühlenbachs vom Quellgebiet bis hin zur Einmündung in den mit der Ostsee verbundenen Jamunder See (Jamno)  befindet sich in Hinterpommern. Das Einzugsgebiet des Mühlenbachs ist etwa 120 km² groß.
Der Mühlenbach kommt aus einem See bei dem Dorf Bonin südöstlich von Köslin, fließt zwischen den Dörfern Dörsentin und Kretemin hindurch über das Dorf Roggow nach Köslin und mündet zwischen den Dörfern Jamund (Jamno) und Puddemsdorf in den Jamunder See, der über den fließenden Kanal Deep mit der Ostsee verbunden ist.

Verlauf des Kösliner Mühlenbachs vom Quellgebiet über Köslin bis zur Einmündung in den mit der Ostsee verbundenen Jamunder See auf einer Landkarte von 1910.